# روجر دونلون
روجر دونلون (بالإنجليزية: Roger Donlon)‏ هو جندي أمريكي، ولد في 30 يناير 1934 في  ساجرتيس في الولايات المتحدة.